# Зацепление (программирование)
Зацепление (сцепление, связанность, сопряжение; англ. coupling) — способ и степень взаимозависимости между программными модулями; сила взаимосвязей между модулями; мера того, насколько взаимозависимы разные подпрограммы или модули.
Сильное зацепление рассматривается как серьёзный недостаток, поскольку затрудняет понимание логики модулей, их модификацию, автономное тестирование, а также переиспользование по отдельности. Например, при изменении требований к одному модулю понадобится модификация также всех зависимых от него. Слабое зацепление, напротив, является признаком хорошо структурированной и хорошо спроектированной системы, и, когда оно комбинируется с сильной связностью, соответствует общим показателям хорошей читаемости и сопровождаемости.
Метрики зацепления и связности были разработаны Ларри Константайном — одним из изначальных разработчиков структурного проектирования, который был также ранним сторонником таких концепций (см. также SSADM).
Слабое зацепление является одним из шаблонов GRASP Крэйга Лармана.

## Типы зацепления

Связность и зацепление модулей:
a) правильно (слабое зацепление, сильная связность), b) неправильно (сильное зацепление, слабая связность)

Типы зацепления, согласно стандарту ISO/IEC/IEEE 24765, включают:
- зацепление по общей области (common-environment coupling, common coupling) — два программных модуля совместно используют общую область данных;
- зацепление по содержимому (content coupling) — некоторые или все программные модули включены в некоторый модуль как составные части;
- зацепление по управлению (control coupling) — один программный модуль обменивается данными с другим модулем с явной целью повлиять на его последующее выполнение;
- зацепление по данным (data coupling, input-output coupling) — выходные данные одного программного модуля служат входными данными другого модуля;
- смешанное зацепление (hybrid coupling) — различные подмножества значений некоторого элемента данных используются в нескольких программных модулях для разных и несвязанных целей;
- патологическое зацепление (pathological coupling) — один программный модуль зависит от деталей внутренней реализации другого модуля или влияет на них.

## Методы уменьшения зацепления
Существуют различные методы уменьшения зацепления (англ. decoupling). Как правило, они описаны в виде шаблонов проектирования. Одним из ключевых методов является инверсия управления, и, в частности, внедрение зависимости.
Снизить зацепление также помогает использование многослойной архитектуры приложений, например Model-View-Controller, Model-View-Presenter, Model-View-ViewModel и т. п.